# Eliza Schneider
 (octobre 2019).
Si vous disposez d'ouvrages ou d'articles de référence ou si vous connaissez des sites web de qualité traitant du thème abordé ici, merci de compléter l'article en donnant les références utiles à sa vérifiabilité et en les liant à la section « Notes et références ».
Pour les articles homonymes, voir Schneider.
Eliza Schneider, née le 3 février 1978, est une actrice et compositrice américaine.

## Filmographie

### Actrice
- 1992 : The Amazing Live Sea-Monkeys (série télévisée)
- 1993 : Beakman's World (série télévisée) : Liza (1994-1995)
- 1999 : How to Get Laid at the End of the World : All the Girlfriends
- 2000 : Boyer Brothers (TV) : Gert
- 2002 : 3-South (série télévisée) : Various (unknown episodes)

### Compositrice
- 2006 : Gone (court-métrage)